# Diospyros miaoshanica
Diospyros miaoshanica är en tvåhjärtbladig växtart som beskrevs av Shu Kang Lee. Diospyros miaoshanica ingår i släktet Diospyros och familjen Ebenaceae. Inga underarter finns listade i Catalogue of Life.